# Überflutung des Gelben Flusses 1938
1937–1939

Marco-Polo-Brücke – Peking-Tianjin – Chahar – Shanghai (Sihang-Lagerhaus) – Peking-Hankou-Eisenbahn – Tianjin-Pukou-Eisenbahn – Taiyuan (Pingxingguan, Xinkou) – Nanking – Xuzhou (Tai’erzhuang) – Henan – Lanfeng – Amoy – Überflutung des Gelben Flusses – Wuhan (Wanjialing) – Canton – Hainan – Nanchang – (Xiushui) – Chongqing – Suixian-Zaoyang – (Shantou) – Changsha (1939) – Süd-Guangxi – Winteroffensive (Kunlun-Pass) – (Wuyuan)
1940–1942

Zaoyang-Yichang – Hundert Regimenter – Zentral-Hubei – Süd-Henan – West-Hebei – Shanggao – Shanxi – Changsha (1941) – Changsha (1942) – Yunnan-Burma-Straße – Zhejiang-Jiangxi – Sichuan
1943–1945

West-Hubei – Nord-Burma und West-Yunnan – Changde – Ichi-gō – Henan – Changsha (1944) – Guilin–Liuzhou – West-Henan und Nord-Hubei – West-Hunan – Guangxi (1945) – Mandschukuo (1945)

Karte des überfluteten Gebietes

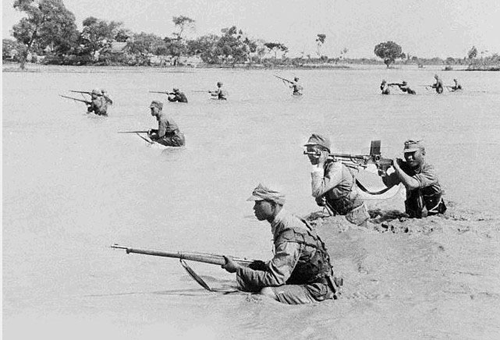
Chinesische Soldaten auf überschwemmtem Land (Juni 1938)

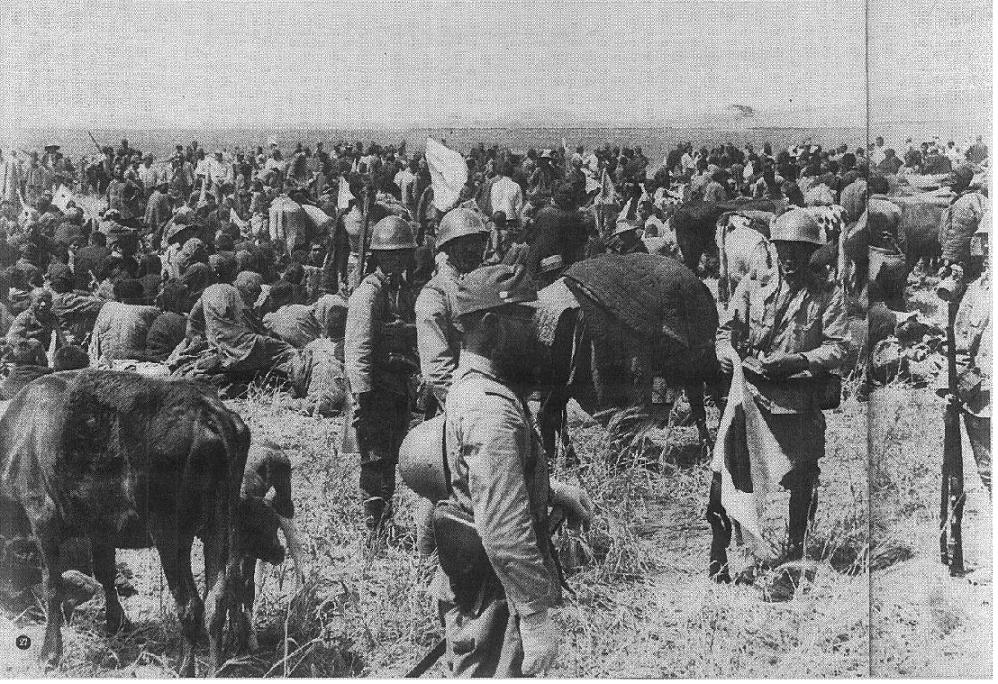
Einige der 3,9 Millionen Flüchtlinge

Die Überflutung des Gelben Flusses war eine menschengemachte Katastrophe, die am 9. Juni 1938 im Zusammenhang mit dem Zweiten Japanisch-Chinesischen Krieg ausgelöst wurde. Ein Uferdamm des Gelben Flusses wurde auf Anordnung von General Chiang Kai-shek nahe Huayuankou, im Stadtbezirk Huiji, Provinz Henan, gesprengt, um eine großflächige Überschwemmung herbeizuführen; Grund hierfür war, den schnellen Vormarsch japanischer Truppen zu verhindern.

## Strategische Entscheidung zum Fluten
Der seit dem 7. Juli 1937 tobende Zweite Japanisch-Chinesische Krieg führte zu einer rapiden japanischen Besetzung großer Flächen Chinas. Bereits ein Jahr nach Beginn des Krieges hatten die Japaner große Gebiete im Norden Chinas besetzt und hatten Kaifeng, die Hauptstadt der Provinz Henan, erobert. Zhengzhou, ein wichtiger Eisenbahnverkehrsknotenpunkt der Bahnstrecke Peking–Guangzhou und der Longhai-Bahn, war in Gefahr, ebenfalls von den Japanern erobert zu werden, was direkt die Städte Wuhan und Xi’an bedroht hätte. Anstatt die Strategie der verbrannten Erde anzuwenden, entschloss sich das Oberkommando der Nationalrevolutionären Armee, in einer verzweifelten Aktion das vor dem antizipierten japanischen Vormarsch liegende Land zu fluten. Zu diesem Zweck sollte der Inbegriff chinesischer Zivilisation, der Gelbe Fluss, in eine Waffe gegen die Aggressoren verwandelt werden. Die Eindeichung im südlichen Bereich des Flusses wurde bei Huayuankou in Henan, 30 km entfernt von den Spitzen der japanischen Truppen, durchbrochen.
Die Öffnung des Uferdammes erwies sich schwieriger als erwartet: Zwischen 4. und 6. Juni machten nationalrevolutionäre Soldaten zwei vergebliche Versuche, den Uferdamm bei Zhaokou zu sprengen. Ein dritter Versuch wurde am 9. Juni bei Huayuankou unternommen, indem Teile des Dammes abgetragen wurden. Der Druck des Flusses öffnete schließlich die geschwächte Stelle am Damm und das Wasser ergoss sich in die Ebene. In den darauf folgenden Tagen vergrößerte sich die Öffnung stetig. Nur unmittelbar in der Nähe des Dammbruches lebende Bewohner wurden vor der Katastrophe gewarnt.

## Folgen
Es war die größte von Menschenhand verursachte Flutkatastrophe und die größte Umweltkatastrophe in einem militärischen Kontext weltweit. Über 893.000 Menschen starben, 4.000 Dörfer und elf Städte wurden zerstört. Etwa 3,9 Millionen Menschen wurden obdachlose Flüchtlinge (20 % der Bevölkerung in Henan, Anhui und Jiangsu). Der Flusslauf wurde durch die Überschwemmung auf einer Länge von ca. 1.000 Kilometern beeinflusst, größtenteils hat das Wasser einen ganz anderen, ursprünglichen, Weg genommen. Die Überschwemmung endete 1947.